# Mesonerilla diatomeophaga
Mesonerilla diatomeophaga är en ringmaskart som beskrevs av Nuñez in Nuñez, Ocaña och Alberto Brito 1997. Mesonerilla diatomeophaga ingår i släktet Mesonerilla och familjen Nerillidae. Inga underarter finns listade i Catalogue of Life.